# Xanthobasis angustifrons
Xanthobasis angustifrons là một loài ruồi trong họ Tachinidae.